# Eugrapheus spinipennis
Eugrapheus spinipennis är en skalbaggsart som beskrevs av Stefan von Breuning 1971. Eugrapheus spinipennis ingår i släktet Eugrapheus och familjen långhorningar.
Artens utbredningsområde är Madagaskar. Inga underarter finns listade i Catalogue of Life.